# Società internazionale per gli studi di biosemiotica
La Società Internazionale per gli Studi di Biosemiotica (International Society for Biosemiotic Studies, ISBS) è una società accademica che riunisce i ricercatori di biosemiotica. La Società fu fondata nek 2005. La sua rivista ufficiale è Biosemiotics, pubblicata da Springer e lanciata nel 2008. 
Lo scopo dell'ISBS è di costituire una cornice organizzativa per la collaborazione tra studiosi dediti agli studi di biosemiotica, inclusa la ricerca interdisciplinare sui processi dei segni nei sistemi viventi sui codici organici e sulla biocomunicazione. L'ISBS tenta di sviluppare i metodi della ricerca qualitativa nella biologia. Fra i temi centrali vi è anche la semiotica teorica come base per la biologia teorica.
L'ISBS cura l'organizzazione di riunioni regolari sulla ricerca nella semiotica della natura, nonché promuove la pubblicazione di lavori accademici sulla semiotica dei processi vitali. L'ISBS organizza le conferenze annuali internazionali (Gatherings in Biosemiotics) che furono avviate dai biosemiotici di Copenaghen e Tartu e che hanno luogo regolarmente già dal 2001.
Il primo Presidente dell'ISBS fu Jesper Hoffmeyer (Università di Copenaghen), il secondo Presidente (dal 2015) è Kalevi Kull. 